# Jan Homan van der Heide

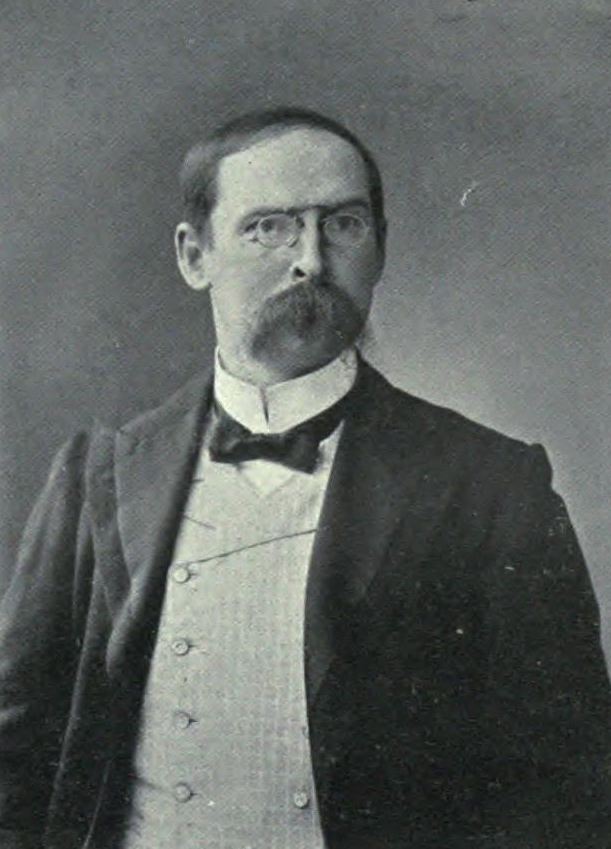
Jan Homan van der Heide

Jan Homan van der Heide (Oostum, 14 december 1865 – Kampen, 4 november 1945) was een Nederlands waterbouwkundig ingenieur. 

## Familie
Hij was een zoon van steenfabrikant Jacob Homan van der Heide en timmermansdochter Anna Geerts Stuiver. Hijzelf was getrouwd met Cornelia Elizabeth Maria Hamers. Homan van der Heide en Hamers woonden enige jaren op landgoed Rande in Diepenveen. Zoon Jacob Homan van der Heide werd scheikundig ingenieur en zoon Jan Nico Homan van der Heide was hoogleraar thoraxchirurgie te Groningen. 

## Opleiding
Homan van der Heide studeerde in 1894 af in Delft en ging daarna naar Nederlands Indië als aspirant-ingenieur bij Burgerlijke en Openbare Werken. Hij hield zich in eerste instantie vooral bezig met irrigatiewerken, maar heeft ook gepubliceerd over de relatie tussen de landbouweconomie, de irrigatie en de welvaart van de bevolking. Over zijn publicaties van 1899 en 1901 zijn polemieken in het tijdschrift 'De Ingenieur' verschenen.

## Thailand
Naar aanleiding van een bezoek van de koning Rama V (Chulalongkorn) van Siam in 1897 naar Europa werd Homan van der Heide in 1902 op een missie naar Siam gestuurd voor een onderzoek naar de irrigatiewerken in dat land en om te zien of die te verbeteren zouden zijn. In het voorjaar van 1903, nog geen jaar nadat hij op 13 juni 1902 voor het eerst voet aan wal had gezet in Bangkok, had hij al, op vraag van de Siamese Kroonraad, dus van de koning Rama V, het Departement of Irrigation op poten gezet. De Engelsen in Thailand waren daar niet zo blij mee, omdat die dat graag zelf hadden geregeld om zo hun invloed in Thailand te vergroten. Het anti-Britse ressentiment dat hij voor de rest van zijn leven koesterde, vond wellicht hier zijn oorsprong, want Britse ingenieurs in Bangkok probeerden hem geregeld te dwarsbomen of te discrediteren bij zijn opdrachtgevers.
Hij was vrij kortaf en maakte nogal wat vijanden. Hij had geen oog voor gevoeligheden, hij werd door de hogere Thaise ambtenaren als een streber en bedreiging ervaren. Maar hij boekte wel resultaten. Het departement van irrigatie functioneerde goed en nog in 1902 kwam hij met een uitgebreide veldstudie voor het hele stroomgebied van de Chao Praya. Deze studie monde uit in een ambitieus plan dat het 'Grote Model' werd genoemd. Het was een grootschalig irrigatieplan dat binnen een tijdspanne van 10 jaar 1,3 miljoen hectare land moest irrigeren en grotendeels transformeren in vruchtbare rijstvelden en ook het snelgroeiende Bangkok van het nodige drinkwater zou moeten voorzien. Het plan voorzag onder meer in het bouwen van een, voor die tijd, kolossale stuwdam bij Chainat en de aanleg van een hele reeks sluizen en bijkomende afwateringskanalen.
Van deze plannen kwam niet veel terecht. De minister van Landbouw was niet erg krachtdadig met het invoeren van deze plannen, te meer omdat hij geen verstand van zaken had en de grootschaligheid van de Nederlandse plannen niet zag zitten. En verder was er forse tegenwerking van de Siam Land, Canals and Irrigation Company. Een privébedrijf dat kort voor de komst van de Nederlandse ingenieurs met de steun van prominente Thaise hogere ambtenaren en edellieden was opgezet door de Oostenrijkse investeerder Erwin Müller. Dit machtige consortium dat in de wandelgangen als de 'Borisat' of 'Het Bedrijf' bekend stond, had veel invloed op regerings- en hofkringen en wist grote delen van de Nederlandse plannen op de lange baan te schuiven of zelfs te verhinderen.
Er zijn ook wel plannen van Homan van der Heide uitgevoerd; hij heeft nogal was kanalen (klongs) gerenoveerd en uitgebouwd, wat essentieel was voor het functioneren van de waterhuishouding rond Bangkok. In 1909 liep zijn contract af.

## Terug in Nederland
Voor Homan van der Heide in 1914 definitief naar Nederland terugkeerde was hij een paar jaar actief in Nederlands Indië. Hij publiceerde geregeld in vakblad 'De Ingenieur', onder andere over het conflict tussen de bedrijven van A. van Hemert en de Indische regering. Na terugkeer werkte hij even bij Rijkswaterstaat. Daar raakte hij bevriend met ir. Anton Mussert, wiens politieke aspiraties hij steunde. In die tijd begon hij een aantal privébedrijven waarmee hij goed geld verdiende. Omstreeks 1920 vestigde Homan van der Heide zich in Maarssen aan de Vecht, waar hij een van de directeuren werd van de Kininefabriek. In de jaren dertig sloot hij zich aan bij de NSB. In 1939 werd hij verkozen tot gemeenteraadslid voor de Liberale staatspartij ‘de Vrijheidsbond’.

## Arrestatie en internering
Ter gelegenheid van de vijftigste verjaardag van zijn vriend Anton Mussert publiceerde hij bij de NSB-uitgeverij Nenasu het boek 'Mussert als ingenieur' (1944). Zijn vriendschapsbanden met de NSB-leider zouden hem duur komen te staan. Meteen na de bevrijding werd hij op beschuldiging van collaboratie opgepakt. Na enkele maanden kwam hij vrij, maar hij werd daarna opnieuw gearresteerd. Hij bezweek op 4 november 1945 in een interneringskamp te Kampen. Het heeft er de schijn van dat de tweede arrestatie van Homan van der Heide niet rechtmatig was, maar meer het gevolg van een persoonlijke vete. Op 23 december 1946 ontving de zoon van Homan van der Heide een beslissing (gedateerd 19 december 1946) van de Procureur-Fiscaal te Arnhem, met daarin vermeld dat zijn vader onvoorwaardelijk buiten vervolging werd gesteld.

## Publicaties van Homan van der Heide
- (17-02-1900). Over den bemestende werking van irrigatiewater. De ingenieur  15 (7)
- Beschouwingen aangaande de volkswelvaart en het irrigatiewezen op Java in verband met de Solovalleiwerken. Kolf, Batavia (1899), 295 pp. Gearchiveerd op 14 augustus 2023.
- Economische studiën en critieken met betrekking tot Java. Kolf, Batavia (1901), 403 pp.
- Met P. Maclaine Pont en H. van Kol Prae-adviezen over de vraag: Welke regeeringsmaatregelen nopens de nijverheid op Java zijn in het belang der inlandsche bevolking te nemen?. Vereeniging voor de Staathuishoudkunde en de Statistiek (1905), 206 pp. Gearchiveerd op 14 augustus 2023.
- Voorstel tot invoering van eene irrigatieheffing van de Gouvernements-landen op Java gevestigde landbouwondernemingen, welke uit openbare wateren bevloeiingswater ontvangen. Landsdrukkerij, Batavia (1912), 295 pp.
- Memorie nopens de Indische aannemerskwestie (1916), 54 pp.
- Met J.M. Figee, Mussert als ingenieur. Nenasu, Utrecht (1944). Gearchiveerd op 3 juli 2023.
- Means of communication, rivers, roads and canals in "Twentieth century impressions of Siam: its history, people, commerce, industries, and resources byWright, Arnold; Breakspear, Oliver T, 1908

- International Standard Name Identifier: 0000 0000 9434 316X
- Nationale Bibliotheek van Israël: 987007351719505171
- Virtual International Authority File: 83530689